# Kohlfurther Eickholz
Kohlfurther Eickholz, bis 1935 Eichholz genannt, ist eine Wüstung in der bergischen Großstadt Solingen.

## Geographie
Kohlfurther Eickholz lag östlich von Schafenhaus und Altenfeld auf einer Anhöhe oberhalb der Wupper im Stadtteil Gräfrath. Unmittelbar südöstlich verläuft die zur Kraftfahrstraße ausgebaute Landesstraße 74 (L 74), die östlich des Ortes die Wupper quert. Südlich von Kohlfurther Eickholz liegen die Fleußmühle, die Hofschaften Schrodtberg und Kohlfurth sowie die Anschlussstelle Solingen-Kohlfurth der L 74. Wenige hundert Meter flussaufwärts liegt die Ortslage Aue.

## Etymologie
Der Name der Ortslage hat seit 1935 zwei Bestandteile, als man die Ortsbezeichnung Kohlfurth zur besseren Unterscheidbarkeit von dem anderen Hof Eichholz in Höhscheid hinzufügte, von dem auch die dortige Eichenstraße ihren Namen hat. Ein Eichholz oder Eickholz ist ein Eichenwald, der sich an dieser Stelle einmal befunden haben muss.

## Geschichte
Der Ort entstand in der zweiten Hälfte des 19. Jahrhunderts und erscheint erstmals in der Ausgabe 1893 des Messtischblatts Solingen der amtlichen Topografischen Karte 1:25.000 auf Kartenwerken. Eichholz gehörte zur Bürgermeisterei Gräfrath.
Im Gemeindelexikon für die Provinz Rheinland von 1888 werden zwei Wohnhäuser mit 14 Einwohnern angegeben. 1895 besitzt der Ortsteil zwei Wohnhäuser mit acht Einwohnern, 1905 werden zwei Wohnhäuser und 15 Einwohner angegeben.
Mit der Städtevereinigung zu Groß-Solingen im Jahre 1929 wurde Eichholz ein Ortsteil Solingens. Nach der Städtevereinigung gab es zwei Höfe namens Eichholz in Solingen, das Höhscheider Eichholz und das in Gräfrath. Zur besseren Unterscheidbarkeit erhielt der Gräfrather Ort am 26. April 1935 den Namenszusatz Kohlfurther Eichholz. Später wurde aus dem Wort Eichholz der Name Eickholz, der Stadtplan von 1939 verzeichnet den Ort bereits als Kohlfurther Eickholz. Die Schreibweise mit k ist bis heute erhalten geblieben, ebenso wie die Flurbezeichnung selbst, die bis heute im Solinger Stadtplan zu finden ist. Die zu dem Ort gehörenden Gebäude wurden vermutlich in den 1980er Jahren abgerissen, auf den Messtischblättern der amtlichen topografischen Karte 1:25.000 sind Gebäude noch bis zur Ausgabe 1989 eingezeichnet.
Die Landesstraße 74 wurde in den frühen 1970er Jahren von Müngsten aus in Richtung des Sonnborner Kreuzes gebaut, ein erstes Teilstück von Müngsten bis Kohlfurth konnte am 5. September 1973 eröffnet werden, der restliche Ausbau der Strecke, mit der Wupperquerung bei Kohlfurther Eickholz, erfolgte bis 1975.